# Masters de Montecarlo 2012
El Monte-Carlo Rolex Masters 2012 fue un torneo de tenis masculino que se jugó del 15 al 22 de abril de 2012 sobre polvo de ladrillo. Fue la 106.ª edición del llamado Masters de Montecarlo, patrocinado por Rolex por cuarta vez. Tuvo lugar en el Montecarlo Country Club de Roquebrune-Cap-Martin (Francia), cerca de Montecarlo (Mónaco).

## Campeones

### Individuales
- Rafael Nadal vence[1] a  Novak Djokovic por 6-3, 6-1.

Es el primer título del año para el español y el 47° de su carrera.

### Dobles
- Bob Bryan /  Mike Bryan vencen a  Max Mirnyi /  Daniel Nestor por 6-2, 6-3.